# Mokarsko polje
Mokarsko polje (ili Mokro polje) je krško polje u Bosni i Hercegovini. Iznad polja se nalazi grad Široki Brijeg.
Nalazi se na 260 metara nadmorske visine. Povremeno je plavljeno. Kroz polje protječe povremeni vodotok zvan Mokašica koji se javlja samo za vrijeme kiša.
Na sjevernom rubu polja nalazi se naselje Mokro. 